# Utö
Utö é uma pequena ilha no leste do arquipélago de Estocolmo, no Mar Báltico, a 20 km a leste da cidade de Nynäshamn. É famosa pela condição natural. Tem uma das minas de ferro mais antigas da Suécia. Um ponto muito visitado é o moinho com 200 anos.